# 喻紹澤

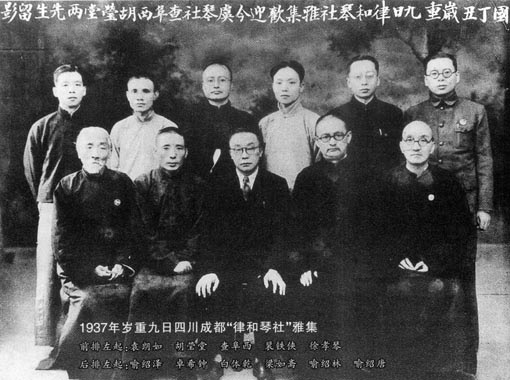
1937年律和琴社雅集，後排左一為喻紹澤。

喻紹澤（1903年—1988年），字润，成都人，是中國川派古琴演奏家。

## 生平
喻紹澤於光緒二十九年（1903年）出生於成都的一個書香世家，兄弟六人，喻紹澤排行第三。他小時候曾經學過笛子、二胡和琵琶等樂器。其母廖佩兰最小的哥哥廖文甫擅琴，十五歲時遂從之學琴。八歲時進入私塾學習，十七歲時進入四川省立外國語專科學校學習英語。
1930年代中期結識裴鐵俠，二人友善。1937年，與裴鐵俠等一起成立了律和琴社。1947年成立秀明琴社。1948年左右，其友人吴志成曾想舉薦喻紹澤做國大代表，但被其以不欲從政為由拒絕。1955年査阜西在全國蒐集琴曲時，喻紹澤曾為其提供錄音。1956年受査阜西、常蘇民引薦進入四川音樂學院教授古琴，隨後在同年參加了在北京舉行的第一屆全國音樂周。自北京回來後被選為成都市人大代表1960年被邀請至西安音樂學院教授古琴。1963年出席第一次全國打譜會。
文化大革命爆發後一度遭到監禁，不久被下放到農場後依然堅持在夜間彈琴。1979年他恢復了成都的錦江琴社，任社長。除去授課、演出外，也自己創作過古琴曲《欢乐》、《除夕》、《思念》等。